# Eve Heller
Eve Heller (Amherst, Massachusetts, 1961) es una cineasta estadounidense residente en Viena, Austria.
Su trabajo se ha mostrado en el Festival de Cine de Nueva York, el Museo Whitney de Arte Americano, los Archivos de Cine del Pacífico, el Festival Internacional de Cine de Róterdam, el Museo del Louvre y el Museo de Cine Austriaco.

## Biografía
Su madre alemana y su padre austriaco tuvieron que emigrar de Austria a los Estados Unidos en 1938 debido a nazismo. Heller creció bilingüe. Se graduó en Literatura Alemana y Estudios Interdisciplinares en el Hunter College en 1987 y obtuvo el máster de Bellas Artes en Cine en el Bard College en 1993. Entre sus profesores estaban Peggy Ahwesh, Abigail Child, Peter Hutton, Paul Sharits y Tony Conrad..
A los diecisiete años, estudiando en Buffalo, comenzó a hacer cine. Heller afirma que la animada escena vanguardista de todo tipo de disciplinas influyó mucho en su trabajo.
Heller trabaja con película de 16mm, a veces procesada a mano. Utiliza una impresora óptica J-K para trabajar en las imágenes obtenidas fotograma a fotograma, ampliando los detalles de la imagen y diseccionando y componiendo el material con una técnica de corte que recuerda a William S. Burroughs. A través de la edición de imágenes ralentizadas y en capas, lleva su material de origen a un nuevo contexto y crea una atmósfera onírica. Al hacerlo, también hace palpable la materialidad del medio con el que trabaja.
Además de cineasta, Heller es profesora de Cine Analógico y trabaja como traductora, especializada en textos acerca del mundo cinematográfico. Su compañero es el cineasta austriaco, Peter Tscherkassky. Trabajaron juntos en el libro Film Unframed: A History of Austrian Avant-Garde Cinema que describe la evolución histórica y estética del cine de vanguardia austriaco.

## Filmografía
- Astor Place (10 min, 1997)
- Behind This Soft Eclipse (10 min, 2004)
- Creme 21 (10 min, 2013)
- Her Glacial Speed (10 min, 2001)
- Juice (4 min, 1982–2010)
- Last Lost (14 min, 1996)
- One (2 min, 1978–2010)
- Ruby Skin (4 min 30 sec, 2005)
- Self-Examination Remote Control (5 min, 1981–2010)[7]